# Ostéométrie
L'ostéométrie est le domaine scientifique ayant pour objet la mesure des os. Elle est notamment utilisée en paléopathologie et en archéozoologie.